# 娄县知县列表
娄县知县列表，是指清朝松江府娄县知县列表。
清顺治十三年（1656年）建娄县，李浣为首任知县。自建县至宣统三年（1911年）225年间，共158任。

## 名单
| 姓名   | 籍贯                 | 任职时间                 | 出身   |
| ------ | -------------------- | ------------------------ | ------ |
| 李浣   | 直隶元氏（河北元氏） | 顺治十三年（1656年）     | 进士   |
| 王有极 | 直隶涞水（河北涞水） | 顺治十四年（1657年）     | 拔贡   |
| 王建铎 | 河南商邱             | 顺治十六年（1659年）     | 举人   |
| 田绍前 | 山西阳城             | 顺治十七年（1660年）     |        |
| 胡思虞 | 浙江昌化（浙江临安） | 顺治十八年（1661年）     | 拔贡   |
| 张顾恒 | 陕西韩城             | 康熙二年（1663年）       | 举人   |
| 李复兴 | 山东滨州             | 康熙三年（1664年）       | 举人   |
| 王奎龄 | 浙江山阴（浙江绍兴） | 康熙六年（1667年）       | 举人   |
| 孟道脤 | 湖北武昌（湖北武汉） | 康熙九年（1670年）       | 举人   |
| 谭从简 | 直隶天津卫（天津）   | 康熙十一年（1672年）     | 举人   |
| 苏尧松 | 福建晋江（福建泉州） | 康熙十四年（1675年）     | 进士   |
| 史彬   | 直隶天津卫（天津）   | 康熙十六年（1677年）     | 吏员   |
| 廖庆良 | 福建龙岩             | 康熙二十一年（1682年）   | 举人   |
| 秦至   | 湖北黄安（湖北红安） | 康熙三十一年（1692年）   | 举人   |
| 李遇陛 | 江西丰城             | 康熙三十五年（1696年）   | 举人   |
| 郑昆璋 | 山西文水             | 康熙四十一年（1702年）   | 举人   |
| 陈又良 | 河南安阳             | 康熙四十二年（1703年）   | 进士   |
| 刘翥   | 湖北应城             | 康熙五十年（1711年）     | 举人   |
| 杨士瑾 | 山东寿光             | 康熙五十二年（1713年）   | 举人   |
| 李灏   | 山东郓城             | 康熙五十五年（1716年）   | 进士   |
| 陈尧信 | 浙江仁和（浙江杭州） | 康熙五十七年（1718年）   | 监生   |
| 刘文彬 | 江西安福             | 康熙五十九年（1720年）   | 举人   |
| 王毓德 | 正红旗               | 雍正四年（1726年）       | 监生   |
| 萧廷瑞 | 山东德州             | 雍正五年（1727年）       | 举人   |
| 黄献   | 福建莆田             | 雍正七年（1729年）       | 举人   |
| 沈维垣 | 浙江                 | 雍正八年（1730年）       |        |
| 王士瑾 | 山东郓城             | 雍正十二年（1734年）     | 举人   |
| 施士箴 | 福建晋江（福建泉州） | 乾隆三年（1738年）       | 岁贡   |
| 胡具体 | 直隶容城（河北容城） | 乾隆三年（1738年）       | 监生   |
| 龚培学 | 浙江仁和（浙江杭州） | 乾隆四年（1739年）       | 监生   |
| 王继祖 | 汉军正红旗           | 乾隆九年（1744年）       | 举人   |
| 杜鼒   |                      | 乾隆十一年（1746年）     | 进士   |
| 王绩   | 汉军镶黄旗           | 乾隆十二年（1747年）     | 拔贡   |
| 王立性 | 山东高密             | 乾隆十二年（1747年）     | 进士   |
| 余扩   | 湖北潜江             | 乾隆十四年（1749年）     | 进士   |
| 李建忠 | 河南武安             | 乾隆十五年（1750年）     | 举人   |
| 杨师游 | 江西分宜             | 乾隆十五年（1750年）     | 拔贡   |
| 张克绪 | 汉军镶红旗           | 乾隆十六年（1751年）     | 监生   |
| 乔守仁 | 山东莱阳             | 乾隆十六年（1751年）     | 进士   |
| 王麟超 | 直隶正定             | 乾隆十七年（1752年）     | 拔贡   |
| 王纬   | 汉军镶黄旗           | 乾隆十七年（1752年）     | 举人   |
| 陶士伋 | 湖南宁乡             | 乾隆十八年（1753年）     | 举人   |
| 郑王弼 | 山西五台             | 乾隆二十年（1755年）     | 进士   |
| 卢师武 | 贵州龙泉（贵州凤冈） | 乾隆二十一年（1756年）   | 拔贡   |
| 陈文洽 | 广东澄海             | 乾隆二十二年（1757年）   | 举人   |
| 黄孝熙 | 安徽休宁             | 乾隆二十三年（1758年）   | 贡生   |
| 李交   | 广东嘉应（广东梅县） | 乾隆二十三年（1758年）   | 拔贡   |
| 周廷佐 | 河南济源             | 乾隆二十四年（1759年）   | 举人   |
| 邓培蒋 | 江西萍乡             | 乾隆二十七年（1762年）   | 举人   |
| 梁正伦 | 山西介休             | 乾隆二十七年（1762年）   | 贡生   |
| 张良柱 |                      | 乾隆二十八年（1763年）   | 举人   |
| 谢镇藩 |                      | 乾隆二十九年（1764年）   | 举人   |
| 曾鸿远 | 广东长乐（广东五华） | 乾隆三十四年（1769年）   | 举人   |
| 黄基   |                      | 乾隆三十四年（1769年）   | 举人   |
| 康錂   | 直隶蔚州（河北蔚县） | 乾隆三十五年（1770年）   | 监生   |
| 李士珠 | 山东历城（山东济南） | 乾隆三十五年（1770年）   | 附贡   |
| 纪澄中 | 直隶文安（河北文安） | 乾隆三十七年（1772年）   | 进士   |
| 吕世祥 | 甘肃漳县             | 乾隆三十九年（1774年）   | 举人   |
| 张履观 | 云南建水             | 乾隆四十年（1775年）     | 举人   |
| 萧履堂 | 福建建阳             | 乾隆四十二年（1777年）   | 监生   |
| 张履观 | 云南建水             | 乾隆四十二年（1777年）   | 举人   |
| 邱涟   | 江西南丰             | 乾隆四十三年（1778年）   | 举人   |
| 张履观 | 云南建水             | 乾隆四十四年（1779年）   | 举人   |
| 雷国楫 |                      | 乾隆四十四年（1779年）   |        |
| 张履观 | 云南建水             | 乾隆四十四年（1779年）   | 举人   |
| 梁廷玢 | 汉军正白旗           | 乾隆四十五年（1780年）   | 举人   |
| 邱涟   | 江西南丰             | 乾隆四十五年（1780年）   | 举人   |
| 张大器 | 浙江海宁             | 乾隆四十六年（1781年）   | 监生   |
| 汪感岳 | 河南嵩县             | 乾隆四十七年（178年）    | 举人   |
| 谢庭薰 | 贵州贵阳             | 乾隆四十七年（1782年）   | 举人   |
| 杨世绶 | 安徽宿松             | 乾隆五十三年（1788年）   | 监生   |
| 宁贵   | 汉军镶白旗           | 乾隆五十四年（1789年）   | 举人   |
| 顾德昌 | 浙江仁和（浙江杭州） | 乾隆五十六年（1791年）   | 监生   |
| 张桂林 | 山东峄县（山东枣庄） | 乾隆五十七年（1792年）   | 举人   |
| 牛兆奎 | 直隶大兴（北京大兴） | 乾隆六十年（1795年）     | 廪贡   |
| 黎诞登 | 广东顺德             | 乾隆六十年（1795年）     | 举人   |
| 张昌运 | 浙江仁和（浙江杭州） | 嘉庆元年（1796年）       | 进士   |
| 陈观国 | 浙江海宁             | 嘉庆四年（1799年）       | 进士   |
| 胡念祖 | 直隶延庆（北京延庆） | 嘉庆五年（1800年）       | 举人   |
| 钟麟   | 浙江萧山             | 嘉庆六年（1801年）       | 吏员   |
| 杨桂   |                      | 嘉庆六年（1801年）       | 举人   |
| 李克轼 | 河南原武（河南原阳） | 嘉庆七年（1801年）       | 举人   |
| 吴桓   | 安徽无为             | 嘉庆七年（1802年）       | 举人   |
| 孙珏   | 山东临清             | 嘉庆八年（1803年）       | 进士   |
| 仇晋   | 浙江钱塘（浙江杭州） | 嘉庆十四年（1809年）     | 举人   |
| 苏献琛 | 广东顺德             | 嘉庆十五年（1810年）     | 进士   |
| 陈立纪 | 浙江新昌             | 嘉庆十五年（1810年）     | 举人   |
| 仇晋   | 浙江钱塘（浙江杭州） | 嘉庆十五年（1810年）     | 举人   |
| 王清汉 | 河南洛阳             | 嘉庆十六年（1811年）     | 举人   |
| 沈映枫 | 直隶宛平（北京）     | 嘉庆十六年（1811年）     | 副贡   |
| 王清汉 | 河南洛阳             | 嘉庆十六年（1811年）     | 举人   |
| 万台   | 广西义宁（广西临桂） | 嘉庆十八年（1813年）     | 举人   |
| 仇晋   | 浙江钱塘（浙江杭州） | 嘉庆十八年（1813年）     | 举人   |
| 万台   | 广西义宁（广西临桂） | 嘉庆二十一年（1816年）   | 举人   |
| 李传詹 | 浙江仁和（浙江杭州） |                          |        |
| 何士祁 | 浙江山阴（浙江绍兴） | 道光三年（1823年）       | 进士   |
| 徐梦熊 | 浙江                 | 道光四年（1824年）       | 举人   |
| 沈炳垣 | 浙江桐乡             |                          | 举人   |
| 汤誉光 | 江西                 | 道光九年（1829年）       | 举人   |
| 史璠   |                      | 道光十三年（1833年）     |        |
| 郭锳   |                      | 道光十四年（1834年）     |        |
| 毛应观 | 山西夏县             | 道光十五年（1835年）     | 举人   |
| 罗才懋 | 湖南                 | 道光十八年（1838年）     |        |
| 顾毓奇 | 浙江                 | 道光十九年（1839年）     | 供事   |
| 黄耀明 |                      | 道光二十年（1840年）     | 举人   |
| 王清渠 | 浙江杭州             | 道光二十一年（1841年）   | 进士   |
| 顾坚   | 浙江杭州             |                          | 贡生   |
| 熊象鼎 | 河南商城             | 道光二十三年（1843年）   | 监生   |
| 程恩溥 | 浙江嘉兴             | 道光二十四年（1844年）   | 举人   |
| 杨题柱 |                      |                          |        |
| 陈溥   |                      |                          |        |
| 黄廷瓒 | 湖南                 | 道光二十七年（1847年）   | 进士   |
| 陈嘉勋 | 福建                 | 道光二十八年（1848年）   | 进士   |
| 李辉德 |                      | 道光二十九年（1849年）   | 举人   |
| 邱宗恕 |                      | 咸丰元年（1851年）       |        |
| 刘郇膏 |                      | 咸丰三年（1853年）       | 进士   |
| 温奎光 | 四川                 |                          | 举人   |
| 廖秩玮 | 江西德化（江西九江） | 咸丰四年（1854年）       | 进士   |
| 倪应晋 | 云南昆明             |                          | 监生   |
| 陈淦   |                      |                          |        |
| 卞乃   | 浙江归安（浙江湖州） | 咸丰九年（1859年）       | 贡生   |
| 罗振家 | 福建                 | 咸丰十年（1860年）       | 监生   |
| 冯恩培 | 贵州                 | 同治元年（1862年）       |        |
| 王秉鉴 | 河南光州（河南潢川） | 同治二年（1863年）       |        |
| 白菡   | 山西永和             | 同治四年（1865年）正月   | 监生   |
| 顾思贤 | 云南新兴（云南玉溪） | 同治四年（1865年）二月   | 举人   |
| 张泽仁 | 直隶丰润（河北丰润） | 同治四年（1865年）十一月 | 监生   |
| 李师濂 |                      | 同治六年（1867年）       | 进士   |
| 张泽仁 | 直隶丰润（河北丰润） | 同治七年（1868年）正月   | 监生   |
| 赵元昂 | 浙江鄞县（浙江宁波） | 同治七年（1868年）四月   | 吏贡   |
| 张泽仁 | 直隶丰润（河北丰润） | 同治七年（1868年）七月   | 监生   |
| 迮常五 |                      | 同治七年（1868年）八月   |        |
| 张泽仁 | 直隶丰润（河北丰润） | 同治七年（1868年）十月   | 监生   |
| 金福曾 | 浙江秀水（浙江嘉兴） | 同治七年（1868年）十二月 | 廩贡   |
| 汪坤厚 | 浙江萧山             | 同治十年（1871年）       | 监生   |
| 徐景福 | 浙江遂昌             | 同治十三年（1874年）     | 进士   |
| 陈士棻 |                      | 光绪元年（1875年）七月   |        |
| 徐景福 | 浙江遂昌             | 光绪元年（1875年）九月   | 进士   |
| 汪坤厚 | 浙江萧山             | 光绪二年（1876年）       | 监生   |
| 程其珏 | 江西宜黄             | 光绪三年（1877年）       | 进士   |
| 杨开第 | 湖北襄阳（湖北襄樊） | 光绪四年（1878年）       | 监生   |
| 祥和   | 正红旗               | 光绪四年（1878年）       | 笔帖式 |
| 茅绍祺 | 直隶通州（北京通州） | 光绪五年（1879年）       | 副贡   |
| 蔡敬熙 | 浙江仁和（浙江杭州） | 光绪六年（1880年）       | 附监   |
| 陈熊才 | 浙江仁和（浙江杭州） | 光绪六年（1880年）       | 附监生 |
| 陶锡恩 | 浙江会稽（浙江绍兴） | 光绪七年（1881年）       | 监生   |
| 杨开第 | 湖北襄阳（湖北襄樊） | 光绪八年（1882年）       | 监生   |
| 张东瀛 |                      | 光绪八年（1882年）       | 进士   |
| 陆冠瀛 | 广西永康             | 光绪八年（1882年）       | 拔贡   |
| 阳镇   |                      | 光绪十年（1884年）       |        |
| 张绍文 | 安徽桐城             | 光绪十一年（1885年）     | 监生   |
| 林钧泽 |                      | 光绪二十一年（1895年）   |        |
| 葛祥熊 |                      | 光绪二十二年（1896年）   |        |
| 夏书绅 |                      | 光绪二十三年（1897年）   |        |
| 屈泰清 | 浙江平湖             | 光绪二十五年（1899年）   |        |
| 黎耀森 |                      | 光绪三十一年（1905年）   |        |
| 何荣烈 |                      | 光绪三十二年（1906年）   |        |
| 刘怡   |                      | 光绪三十三年（1907年）   |        |
| 李葆钧 |                      | 宣统三年（1911年）       | 代理   |